# Bakvänt tal
Bakvänt tal (eng. Reverse Speech) är en pseudovetenskaplig lingvistisk hypotes eller teori om ett sekundärt kommunikationssätt, framlagd av australiensaren David John Oates. Teorin utformades av Oates i början av 1980-talet, och innefattar att människors språk fungerar på två sätt, framlänges och baklänges.

## Förespråkarnas uppgifter

### Yttrandenas karaktär och förekomst
I en snabb konversation hävdar Oates att begripliga baklängesmeddelanden kan uppkomma så ofta som var femte sekund, medan de vanligen uppkommer var femtonde sekund i en normal konversation. Meddelandena hör ihop med hur exakt framlängesfrasen yttrades, dvs. med den yttrandes känslomässiga tillstånd och dylika faktorer, och samma fras kan sålunda bli olika fraser baklänges, beroende på vem som yttrar den och i vilket sammanhang. Man ska inte kunna exakt återbilda ett baklängesmeddelande någon yttrat. Förekomsten av baklängesmeddelanden är mindre i monologer och tal, påstås det. Meddelandena är inte mer än två sekunder långa, och är snabbare än vanligt tal. Även hos barn, såväl större som riktigt små (ned till fyra månaders ålder), sägs dessa meddelanden förekomma. Då avses även barn som framlänges inte kan forma begripliga ord. Meddelandena uppkommer enligt hypotesen undermedvetet, och kan förstås av det undermedvetna (se subliminal påverkan). Genom att spela in mänskligt tal och spela det baklänges kan man undersöka förekomsten av meddelandena. Baklängesinnebörden sägs vara antingen överensstämmande med framlängesinnebörden, motsäga den, eller tillägga extra information. I baklängesmeddelandena sägs man ofta tala i metaforer, men de rör i regel ämnet man framlänges talar om. Som bakvänt tal räknas ej fraser och ord som i sig själva utgör palindrom, som Ni talar bra latin. Bakvänt tal har funnits hos personer som talat engelska, franska, spanska och tyska. Baklängesmeddelandena kan vara på ett annat språk än framlängesyttrandet, exempelvis om man är tvåspråkig.

### Tillämpning
Oates menar att man inom rättsväsendet kan använda sig av metoden, för att exempelvis få fram sanningen ur vad som sagts i ett förhör. Metoden att vända på inspelat tal sägs ha använts av polisen i USA och i Australien. Oates hävdar även att man undermedvetet reagerar på baklängesinnebörden av vad andra säger, och att man genom att få reda på sina egna baklängesmeddelanden ("komma i kontakt med sitt inre jag") kan utvecklas och förbättras som person. Oates hävdar sig även ha förutsagt framtida händelser, genom att lyssna på politikers tal.

### Exempel
Ett exempel på baklängesmeddelande, som anförts, är Neil Armstrongs That's one small step for man, one giant leap for mankind ("Detta är ett litet steg för människan men ett jättesprång för mänskligheten"), där small step for man baklänges kan uttydas Man will spacewalk ("Människan kommer att vandra i rymden"). Hypotesen, och baklängesmeddelanden i allmänhet, har fått uppmärksamhet bland annat i samband med Paul is dead-teorin, och då Stairway to Heaven först påstods innehålla sataniska meddelanden.

## Kritik
Nedanstående kritik är i största mån den som framförts av Robert Todd Carroll, Mark Newbrook och Jane Curtain, vilka publicerat texter på skeptiska webbsidor.

### Universitet
Universitet påstås ha vägrat testa hypotesen, vilket sägs ha skett emedan de ska ha ansett att den innehåller djup okunskap om neurovetenskap och fysiologi.

### Orimligheter och okunnighet
Hypotesen om bakvänt tal har kritiserats för att den påstås anta orimligheter. Oates sägs vara okunnig inom lingvistik. Som exempel anförs att känslomässigt tillstånd och accent endast kan ha en minimal påverkan på hur en fras lyder baklänges, vilket säger emot hypotesen. Inspelningar av vad som påstås vara bakvänt tal kan heller inte återupprepas och granskas, om meddelandena beror av det individuella yttrandets karaktär, hävdas det. Man har även påpekat att ett fenomen som bakvänt tal skulle ha upptäckts av forskare inom lingvistik och psykologi, men att så inte skett. Oates påstås även ha ljugit om att hans teori skulle ha använts av polisen. Åtminstone hävdas det att inga bevis finns på att så verkligen skett.

### Experiment
Ett experiment har genomförts, av Mark Newbrook och Jane Curtain, Australian Skeptics, för att testa teorin om bakvänt tal. Experimentet påstås vara likadant som det David Oates själv hävdar sig ha genomfört. I experimentet fick fyra grupper av människor, varav tio personer i varje grupp, höra sex inspelningar av påstådda baklängesmeddelanden, vilka använts av David Oates. Den första gruppen (1) gavs en förteckning över de meningar som Oates påstår finns i inspelningarna (givetvis utan att "rätt" mening parades ihop med "rätt" inspelning), den andra gruppen (2) gavs en felaktig förteckning, den tredje gruppen (3) gavs ingen förteckning men fick veta att det fanns meningar i alla inspelningar, och den fjärde gruppen (4) gavs ingen förteckning och fick veta att meningar kunde finnas i inspelningarna. Resultatet blev att grupp 1 fann fler  "korrekta" meningar i inspelningarna än de andra tre grupperna, grupp 2 fann fler än grupp 3 och 4, grupp 4 fann fler än grupp 3, och grupp 3 fann sålunda det minsta antalet. Enligt bakvänt tal-teorins kritiker tyder experimentets resultat på att suggestionens makt är stark, då det gäller att hitta påstådda baklängesmeddelanden. Det finns således, enligt kritikerna, inga bevis på att lyssnare kan höra de påstådda baklängesmeddelandena, utan att först få tillgång till en nedteckning av deras påstådda lydelse.

### Pseudovetenskap
Den karaktär bakvänt tal-teorins påstådda baklängesmeddelanden har, har påståtts vara lik New Age, och tala om "urgamla mysterier" och "ett kollektivt medvetande". Carl Gustav Jung citeras även av förespråkare för bakvänt tal-hypotesen. Teorin påstås även ha använts för att proklamera en egenartad kristen livssyn, genom att exempelvis hävda att man kan undvika synden genom att beakta bakvänt tal. Bakvänt tal har även sagts beskriva människors relation till Gud. Förespråkarna för bakvänt tal-teorin har på sin webbplats noterat att det förmodats att Romarbrevet 8:26-27 skulle vara en referens till bakvänt tal. Oates påstås även omskriva teorin på ett högst dogmatiskt sätt, som sägs vara vanligt i extrema marginella grupper.

### Kommersiellt
David Oates har startat en industri runt bakvänt tal-teorin. Man kan exempelvis köpa inspelningsapparater via deras webbplats, ta kurser i baklängesanalys, hyra in en analysist, köpa David Oates böcker i ämnet m.m. Detta har av kritiker ansetts vara kommersiellt, och antytts vara ett sätt att tjäna oförtjänta pengar.